# Ugo Locatelli
Ugo Locatelli (Toscolano Maderno, 5 de febrer de 1916 - Torí, 28 de maig de 1993) fou un futbolista italià dels anys 30.
Locatelli nasqué a Toscolano-Maderno, proper a Brescia, Llombardia. Jugà de centrecampista a la selecció italiana de Vittorio Pozzo dels anys 30. Disputà un total de 22 partits amb els azzurri, el primer jugat als Jocs Olímpics de 1936 enfront dels Estats Units. No va perdre cap dels partits que jugà amb Itàlia. Guanyà la medalla d'or als Jocs de Berlín 1936 i el Mundial de França 1938.
Pel que fa a clubs, jugà amb el Brescia Calcio entre 1933 i 1936, Ambrosiana Milà entre 1936 i 1941 i FC Juventus entre 1941 i 1949. Fou campió de l'Scudetto els anys 1938 i 1940.

## Palmarès
- Medalla d'or als Jocs Olímpics d'Estiu de 1936
- Campió de la Copa del Món de Futbol de 1938
- Lliga italiana de futbol 1937-38, 1939-40
- Copa italiana de futbol 1938-39, 1941-42